# Estación Navarro (Roca)
Navarro era una estación de ferrocarril ubicada en la ciudad del mismo nombre, partido de Navarro, Provincia de Buenos Aires, Argentina.

## Servicios
No presta servicios desde 1969. Las vías fueron levantadas en todo el ramal.

## Historia
Fue construida por el Ferrocarril del Sud en 1897, como parte de la vía que llegaba desde Empalme Lobos.